# Athripsodes furcatellus
Athripsodes furcatellus là một loài Trichoptera trong họ Leptoceridae. Chúng phân bố ở miền Cổ bắc.